# Tragia prostrata
Tragia prostrata är en törelväxtart som beskrevs av Radcl.-sm.. Tragia prostrata ingår i släktet Tragia och familjen törelväxter.
Artens utbredningsområde är Zambia. Inga underarter finns listade i Catalogue of Life.